# Khan (band)

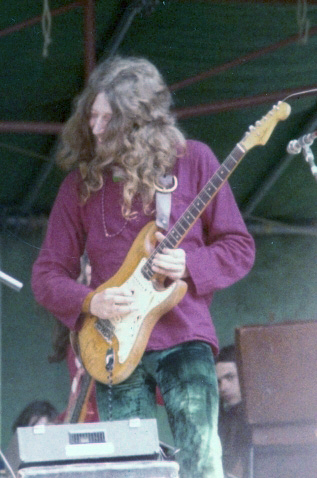
Steve Hillage in Hyde Park, 1974

Khan is een Britse band uit het genre van de progressieve rock, uit de Canterbury-scene.
Steve Hillage speelde eerst in Uriel, maar besloot om eerst zijn studie op te pakken, in Canterbury. Eind 1970 had hij het daar wel gezien en formeerde hij een eigen band. Met Pip Pyle op drums, Nick Greenwood (ex-Crazy World Of Arthur Brown) op bas en Dick Henningham op orgel. Pyle bleef maar kort, hij koos ervoor om bij Gong te gaan spelen. Hij werd vervangen door Eric Peachy de voormalige drummer van Dr.K's Blues Band.
Eind 1971 wil men het eerste album op gaan nemen. Henningham vertrekt en wordt vervangen door Dave Stewart. Ondanks minimale voorbereiding komt er een bijzonder album uit, "Space Shanty". De combinatie Hillage – Stewart levert een aantal nummers op met daarin een opvallende wisselwerking tussen orgel en gitaar.  
Na een promotietournee in 1972 voor het album (zonder Stewart, die nog bij Egg speelde), stapte Greenwood op. Hij werd vervangen door Nigel Griggs, en na het uiteenvallen van Egg treedt ook Dave Stewart toe. Maar kort daarna stapte Hillage over naar de Kevin Ayers' band en vervolgens Gong. 
Dit was einde van Khan, van een tweede album is het nooit gekomen. Wel is het zo dat een aantal nummers van het eerste soloalbum van Steve Hillage van origine wel Khan nummers waren. 

## Discografie
1971 – Khan – Space Shanty
- Gemeinsame Normdatei: 16019591-3
- MusicBrainz: 2a64fd7c-b8fa-4273-81a1-0620fc4970a8